# Heterocyphelium
Heterocyphelium is een geslacht van schimmels in de familie Lecanographaceae. 

## Soorten
Volgens Index Fungorum bevat het geslacht twee soorten (peildatum december 2021):
| Soortnaam                   | Auteur(s)            | Publicatiejaar |
| --------------------------- | -------------------- | -------------- |
| Heterocyphelium leucampyx   | (Tuck.) Vain.        | 1927           |
| Heterocyphelium triseptatum | Aptroot & M. Cáceres | 2017           |